# Tất thư

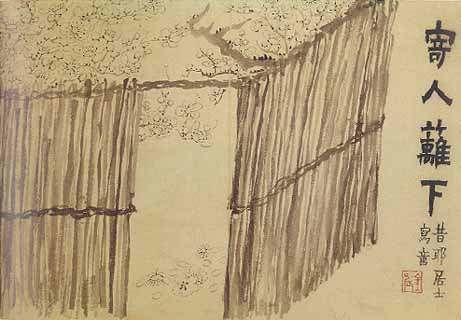
Tranh vẽ của Kim Nông, trình bày lối viết Tất thư

Tất thư (Phồn thể: 漆書; Giản thể: 漆书; Bính âm: qī shū) là một cách viết thư pháp Trung Hoa được sáng tạo ra bởi Kim Nông (1687 — ?; Giản thể: 金农; Phồn thể: 金農) dưới thời nhà Thanh. Phong cách viết là một sự kết hợp giữa lệ thư của nhà Hán và khải thư của nhà Nguỵ; hai phong cách này đã khiến cho Tất thư trở thành một phong cách viết độc đáo của thư pháp Trung Hoa. Kỹ thuật sử dụng để viết Tất thư rất khác biệt so với các lối viết khác. Nó yêu cầu sử dụng bút lông phẳng, không phải bút lông Đông Á thông thường.

## Về người sáng tạo
Kim Nông là một người vô cùng uyên bác về thư pháp Trung Hoa. Thư pháp của ông được nhận định là hay nhất trong số Bát quái Dương Châu. Đặc biệt là lối viết lệ thư của ông và lối viết bán thảo. Các tác phẩm của ông mang vẻ đẹp đặc trưng và trác tuyệt. Ngoài ngũ tuần, ông bắt đầu rời xa lối viết chinh quy và sử dụng những kiến thức thư pháp của mình để tạo ra lối viết Tất thư. Kim Nông sử dụng một loại mực đặc biệt do chính ông tự làm ra, và ông cũng sử dụng một loại bút lông đặc biệt cho Tất thư.